# Le scarpe magiche di Natale
Le scarpe magiche di Natale (A Shoe Addict's Christmas) è un film per la televisione del 2018 diretto da Michael Robinson.

## Trama
Una donna infelice, appena soddisfatta della vita di cui si è accontenta, incontra il suo angelo custode, Charlie. Ogni scarpa che gli darà, sarà un ricordo, una possibilità di vedere la storia che Dio avrebbe voluto per lei. Ci saranno tanti intralci, incomprensioni e mancanze di fiducia, ma alla fine Noel, la protagonista, riuscirà a "correre il rischio." Dio le farà capire grazie a molti fatti, quale sarà la slitta da prendere. In questo modo non solo si accontenterá di ciò che ha ed essere soddisfatta, ma di poter essere la donna più contenta per ciò che gli è stato donato. Perché si, Dio la voleva molto felice e le voleva dare molto più di quanto lei da sola si era costruita. 

## Distribuzione
Il film è stato distribuito nel 2018.